# Monument Acadien
Le Monument acadien est un ensemble mémoriel situé à Saint-Martinville, en Louisiane (États-Unis), comprenant un musée de l'histoire de l'Acadie et plusieurs monuments commémoratifs de la déportation des Acadiens.

## Présentation
La peinture murale L'Arrivée des Acadiens en Louisiane a été réalisée par le peintre américain Robert Dafford. L'artiste a pris plusieurs de ses modèles parmi les descendants directs de réfugiés acadiens en Louisiane. Elle est jumelée avec une autre peinture murale réalisée par Robert Dafford en 1993 à Nantes, précisément sur la butte Sainte-Anne dans le quartier de Chantenay, paroisse où un groupe important de réfugiés acadiens a séjourné de 1775 à 1785, et qui représente Le Départ des Acadiens pour la Louisiane. 
Le mur des noms est constitué de douze plaques de bronze encadrées de granit. Sur les plaques sont gravés les noms de plus de 3 000 réfugiés acadiens dont le nom figure dans les registres de l'époque. Cette inscription, aussi traduite en anglais, figure sur le mur: « Arrête-toi ami, lis mon nom et souviens-toi... ».
La flamme éternelle surgit d'un disque en granit dans le jardin du Monument. Sur la tranche du disque sont inscrits les noms de lieux les plus importants de la diaspora acadienne. La flamme, financée par les Jaycee de Louisiane, symbolise la capacité d'une culture menacée à se renouveler malgré des rudes épreuves.
La croix de la Déportation est une réplique exacte de celle qui fut installée en 1929 à Grand-Pré.